# Alicja w Krainie Czarów (film 1933)
Alicja w Krainie Czarów (ang. Alice in Wonderland) – amerykański film fantasy z 1933 roku w reżyserii Normana Z. McLeoda ze scenariuszem Josepha L. Mankiewicza i Williama Camerona Menziesa na podst. powieści Po drugiej stronie lustra i Alicja w Krainie Czarów Lewisa Carrolla. Został zrealizowany w erze Pre-Code.
W rolach mieszkańców krainy czarów wystąpiło wiele znanych osób m.in. W.C. Fields, Edna May Oliver, Cary Grant, Gary Cooper, Edward Everett Horton, Charles Ruggles, Richard Arlen czy Mae Marsh. W Alicję wcieliła się Charlotte Henry, dla której była pierwsza główna rola pokonując tym samym ok. 6,8 tys. kandydatek na castingu do roli.

## Fabuła
Gdzieś w wiktoriańskiej Wielkiej Brytanii pewnego zimowego nudnego popołudnia 12-letnia Alicja próbuje zabić czas wybujałą wyobraźnią, czym irytuje swą guwernantkę panią Simpson. Zaczyna rozmyślać o zaczarowanym świecie po drugiej stronie lustra. Gdy pani Simpson wychodzi, Alicja niespodziewanie odkrywa, że może przejść przez lustro nad kominkiem do równoległego świata, gdzie wszystko jest w lustrzanym odbiciu, w tym zdjęcie jej wujka i ciotki. W surrealistycznej rzeczywistości wszystkie przedmioty są ożywione, m.in. zegar czy szachy ojca Alicji, które biorą ją za wulkan. Alicja wychodząc ze zmienionego domu dostrzega mówiącego i wytwornie ubranego białego królika, spieszącego się do domu niejakiej Księżnej. Zaintrygowana Alicja udaje się za nim do nory w żywopłocie.
Tam spada w pustkę będącą się wielkim pomieszczeniem. Odkrywa drzwi wychodzące na piękny ogród, ale ich mały rozmiar uniemożliwia Alicji wejście. Na stoliku tuż obok pojawia się flakonik z karteczką „Wypij mnie. To nie trucizna”. Alicja bez wahania wypija go i staje się tak olbrzymia, że komnata jest zbyt ciasna. Z bezradności wybucha płaczem, lecz zjawia się ciastko z napisem „Zjedz mnie” i staje maleńka. Drzwi się zamykają i Alicja chce dostać się do klucza, ale wpada w kałużę z jej łez znoszącą aż do leśnego strumyka. Płynąc wodą Alicja spotyka mysz, którą niechcący obraża wspominając o swej kotce Dinie. Na brzegu mokrą Alicję osusza dodo z pomocą recytowania faktów historycznych.
W dalszej wędrówce Alicja rozmawia z gąsienicą palącą sziszę. Gburowata gąsienica mówi jej, że kęsy z jej grzyba odpowiadają za wzrost. Alicja to robi i wraca do dawnego rozmiaru. Widząc dom, w stosunku którego jest zbyt wielka, zjada drugi kawałek grzyba, by dostosować się rozmiarem. W środku widzi Księżną bijącą swe niemowlę i kucharkę rzucającą naczyniami. Księżna wręcza niemowlę Alicji, a sama idzie na partyjkę krokieta z pewną królową. Ku zdumieniu Alicji, dom zamienia się w las, a niemowlę w prosiaka. Wtem pojawia się wielokrotnie znikający kot z Cheshire, wskazujący drogę do wspólnego domu Szalonego Kapelusznika i Marcowego Zająca. Alicja zastaje ich na herbatce z udziałem Susła. Alicję przerasta ich szaleństwo i odchodząc trafia na drzewo, którego pień otwiera przed nią piękny ogród, który widziała za drzwiami nory. Alicja widzi ożywione karty do gry malujące na czerwono białe róże zasadzone omyłkowo w miejsce czerwonych.
Wkraczają Królowa i Król Kier, u których Biały Królik służy jako herold. Królowa Kier, o której wcześniej mówił kot z Cheshire, wiecznie skazuje kogoś na dekapitację. Dostrzega Alicję i każe jej grać z nią w krokieta, z flamingami jako młotkami i świnkami morskimi jako piłkami. Na krokiecie jest również spokojniejsza i milsza Księżna zasypująca Alicję przysłowiami. Królowa Kier chce ją skazać na śmierć, ale ona i Księżna uciekają w popłochu na widok Gryfa. Ten wyjaśnia Alicji, że wyroki śmierci Królowej nigdy nie są realizowane, ponieważ Król wszystkich ułaskawia. Zapoznaje Alicję z Nibyżółwiem, który lamentując wspomina swoje szkolne lata, gdy był prawdziwym żółwiem. Gdy zaczyna śpiewać smutną piosenkę o żółwiowej zupie, Gryf i Alicja uciekają.
Niespodziewanie miejsce Gryfa zajmuje królowa czerwonych pionków z szachów ojca Alicji. Czerwona Królowa oferuje Alicji bycie królową, jeśli uda jej się przejść okolicę będącą wielką szachownicą. Alicja idzie dalej natykając się na bliźniaków – Tweedle Dee i Tweedle Duma. Opowiadają jej wiersz o ostrygach pożartych przez morsa i cieślę podstępem, a następnie proszą ją o bycie sekundantem w improwizowanym pojedynku. Jednak Tweedle Dee i Tweedle Dum uciekają w panice na widok wrony. W rzeczywistości to płaszcz  przywleczonej przez wiatr królowej białych pionków szachowych, która Alicja spotkała na początku swej podróży. Nagle Alicja znajduje się w sklepie prowadzonym przez owcę. Kupuje u niej jajo stające się Humpty Dumptym z dziecięcej rymowanki. Opowiada Alicji o koncepcie nie-urodzin.
Niedługo Humpty Dumpty spada z murka tłukąc się, a zaniepokojona Alicja chce o tym poinformować króla białych pionków szachowych, który zajęty jest czekaniem na swego posłańca. Alicja za posłańca bierze Białego Rycerza szczycącego się wieloma niepraktycznymi wynalazkami. Szarmancki Biały Rycerz eskortuje Alicję na koniec lasu, gdzie dziewczynka zostaje koronowana. Czerwona i Biała Królowa mówią jej o przykładnym przygotowaniu do nowej roli, jednak obie zasypiają. Alicja idzie do zamku, w którym mieszkańcy lustrzanej krainy balują na jej cześć. Bal przeradza się w chaos, którego Alicja nie jest w stanie powstrzymać. Wkrótce szarpana przez Czerwoną Królową dziewczynka budzi się, będąc w swym domu mając ulgę, że wszystkie jej przygody były tylko snem.

## Obsada
- Charlotte Henry – Alicja
- Louise Fazenda – Biała Królowa
- Edna May Oliver – Czerwona Królowa
- Ford Sterling – Biały Król
- Alison Skipworth – Księżna
- May Robson – Królowa Kier
- Alec B. Francis – Król Kier
- Richard „Skeets” Gallagher – Biały Królik
- William Austin – Gryf
- Cary Grant – Niby Żółw
- Baby LeRoy – Joker
- Richard Arlen – Kot z Cheshire
- Edward Everett Horton – Kapelusznik
- Charles Ruggles – Marcowy Zając
- Jackie Searl – Suseł
- Roscoe Karns – Tweedle Dee
- Jack Oakie – Tweedle Dum
- W.C. Fields – Humpty Dumpty
- Gary Cooper – Biały Rycerz
- Mae Marsh – Owca
- Ned Sparks – Gąsienica
- Sterling Holloway – Żaba
- Roscoe Ates – Ryba
- Lillian Harmer – Kucharka
- Billy Barty –
  - niemowlę Księżnej jako prosię,
  - Biały Pionek
- Polly Moran – Ptak Dodo
- Raymond Hatton – Mysz
- Ethel Griffies – pani Simpsons
- Colin Kenny – Zegar
- Leon Errol – wujek Gilbert
- Patsy O’Byrne – ciotka
- Billy Bevan – Dwójka Pik
- Charles McNaughton – Piątka Pik
- Will Stanton – Siódemka Pik
- George Ovey  – pudding
- Jack Duffy – udziec

Źródło:.